# Szentek élete (Vogel)
A Vogel-féle Szentek élete  egy nagy terjedelmű 19. századi hagiográfiai mű.

## Leírás
A mű tulajdonképpen Matthäus Vogel (1695–1766), magyarosan Vogel Máté jezsuita szerzetesnek még 1764-ben Bambergben megjelent Lebensbeschreibungen der Heiligen Gottesának fordítása. A magyar kiadás Kalocsán jelent meg 1866 és 1868 között 3 nagy alakú kötetben, körülbelül 1100 oldal terjedelemben. A mű tartalma a Római katolikus egyház által szentként tisztelt személyek életrajzai naptári sorrendben.
A Vogel-féle Szentek életét 1908 és 1911 között átdolgozva Budapesten a Szent István Társulat ismét kiadta, ezúttal 4, kis alakú kötetben. A mű egyik kiadás napjainkig sem rendelkezik fakszimile vagy elektronikus kiadással.

## A mű kötetei

### Első kiadás
| Kötetszám | Oldalszám | Megjelenési idő |
| --------- | --------- | --------------- |
| I.        | 374 oldal | 1866            |
| II.       | 336 oldal | 1867            |
| III.      | 319 oldal | 1868            |

### Második kiadás
| Kötetszám | Oldalszám | Megjelenési idő |
| --------- | --------- | --------------- |
| I.        | 350 oldal | 1908            |
| II.       | 272 oldal | 1909            |
| III.      | 248 oldal | 1910            |
| IV.       | 207 oldal | 1911            |